# Partit Polonès del Treball
El Partit Polonès del Treball (polonès Polska Partia Pracy, PPP) va ser un partit polític polonès d'ideologia socialista. Va ser creat l'11 de novembre de 2001 com a Alternativa - Partit Laborista (Alternatywa - Parti pracy) i va modificar el nom al 2004. El partit estava afiliat al sindicat "Wolny Zwiazek Zawodowy" Sierpień 80 "- Konfederacja".

## Història
El partit s'oposava a la privatització dels actius de l'Estat a conseqüència de les reformes post-comunistes de la dècada de 1990 i donava suport a l'increment de les despeses estatals. S'oposava a la participació polonesa a la Unió Europea i donava suport a l'augment de la cooperació de Polònia amb els estats veïns de l'Est, l'educació gratuïta i l'atenció de la salut lliure (amb fons estatals), la contracepció i l'avortament, el reconeixement del matrimoni homosexual, la retirada de les tropes poloneses en Iraq, eliminació del servei militar i introducció de l'exèrcit professional, així com la jornada laboral de 35 hores. S'oposava a la introducció d'un impost únic i a la introducció de la pena capital. El PPP també advocava per una retirada del concordat entre l'Estat polonès i l'Església Catòlica.
El candidat del partit a les eleccions presidencials poloneses de 2005, Daniel Podrzycki, va morir en un accident automobilístic el 24 de setembre de 2005, un dia abans de l'elecció parlamentària. El partit va aconseguir 91.266 vots (0,77%) a les eleccions parlamentàries poloneses de 2005. A les eleccions parlamentàries poloneses de 2007 el partit va obtenir el 0,99% dels vots populars i cap escó ni al Sejm ni al Senat de Polònia.

## Resultats electorals
| Any  | Vots    | %    | Escons  | +/- |
| ---- | ------- | ---- | ------- | --- |
| 2005 | 91,266  | 0.77 | 0 / 460 | Nou |
| 2007 | 160,476 | 0.99 | 0 / 460 | =   |
| 2011 | 79,147  | 0.55 | 0 / 460 | =   |